# Le Manoir (Calvados)
Pour les articles homonymes, voir Le Manoir.
Le Manoir est une commune française, située dans le département du Calvados en région Normandie, peuplée de 200 habitants.

## Géographie
La commune du Manoir est située dans le Bessin, dans la vallée de la Seulles, à environ huit kilomètres (à vol d'oiseau) à l'est de Bayeux et 6 kilomètres au sud des plages du Débarquement.

### Communes limitrophes
| Ryes             |                                           | Meuvaines Bazenville                  |
| Sommervieu       | Le Manoir                                 | Villiers-le-Sec (Creully-sur-Seulles) |
| Vienne-en-Bessin | Saint-Gabriel-Brécy (Creully-sur-Seulles) | Creully-sur-Seulles                   |

Esquay-sur-Seulles, à seulement 2,2 km au sud-est, n'est cependant pas limitrophe.

### Hydrographie
La commune est située dans le bassin Seine-Normandie. Elle est drainée par la Seulles et un bras de la Seulles,,.
La Seulles, d'une longueur de 72 km, prend sa source dans la commune de Dialan sur Chaîne et se jette  dans la baie de Seine à Courseulles-sur-Mer, après avoir traversé 31 communes. Les caractéristiques hydrologiques de la Seulles sont données par la station hydrologique située sur la commune de Ponts sur Seulles. Le débit moyen mensuel est de 2,54 m3/s. Le débit moyen journalier maximum est de 38 m3/s, atteint lors de la crue du 25 janvier 1995. Le débit instantané maximal est quant à lui de 40 m3/s, atteint le 26 décembre 1999.

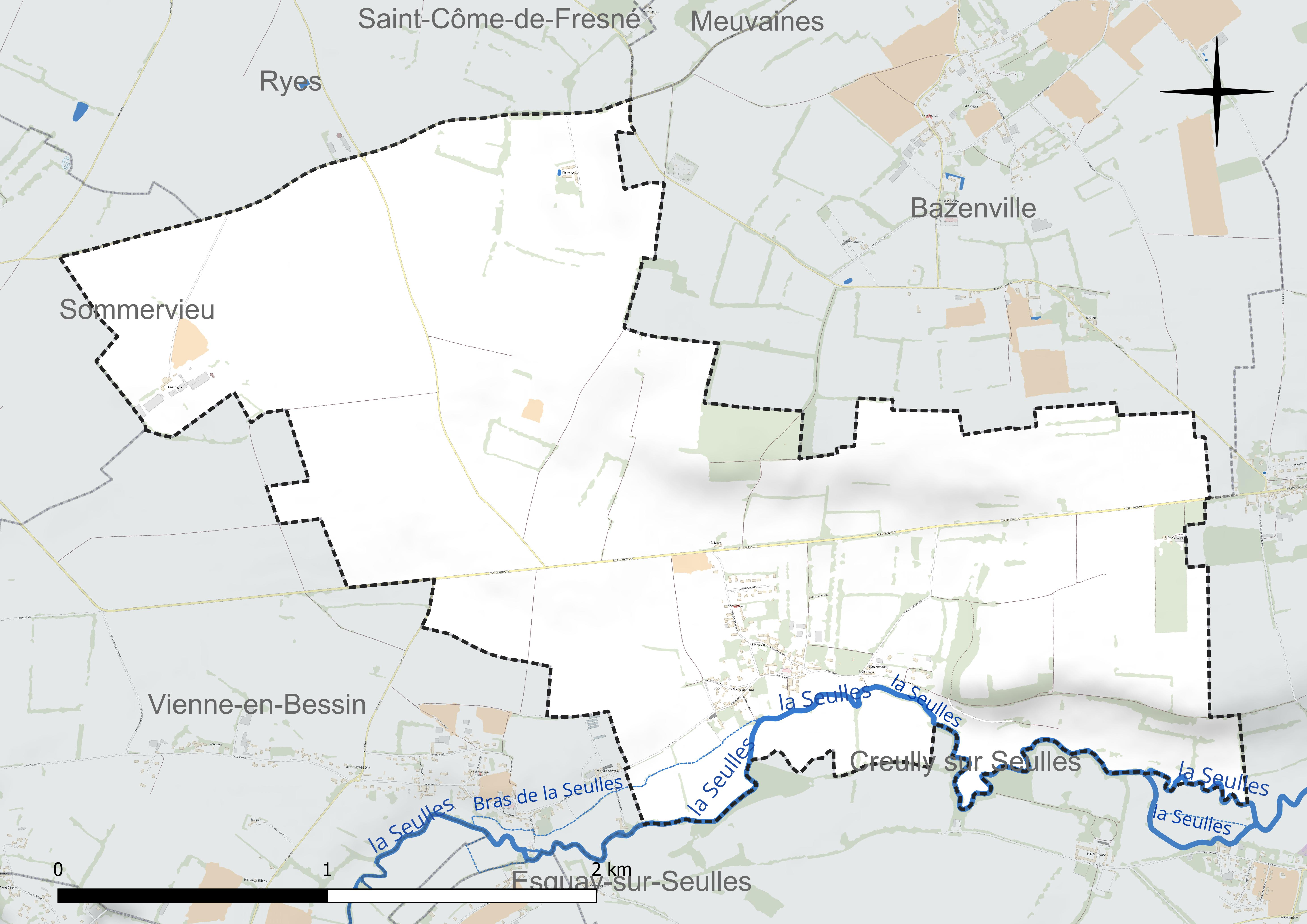
Réseau hydrographique du Le Manoir.

### Climat
Pour des articles plus généraux, voir Climat de la Normandie et Climat du Calvados.
En 2010, le climat de la commune est de type climat océanique altéré, selon une étude du CNRS s'appuyant sur une série de données couvrant la période 1971-2000. En 2020, Météo-France publie une typologie des climats de la France métropolitaine dans laquelle la commune est exposée à un climat océanique et est dans la région climatique  Normandie (Cotentin, Orne), caractérisée par une pluviométrie relativement élevée (850 mm/a) et un été frais (15,5 °C) et venté. Parallèlement le GIEC normand, un groupe régional d'experts sur le climat, différencie quant à lui, dans une étude de 2020, trois grands types de climats pour la région Normandie, nuancés à une échelle plus fine par les facteurs géographiques locaux. La commune est, selon ce zonage, exposée à un « climat des plateaux abrités », correspondant à la plaine agricole de Caen à Falaise, sous le vent des collines de Normandie et proche de la mer, se caractérisant par une pluviométrie et des contraintes thermiques modérées.
Pour la période 1971-2000, la température annuelle moyenne est de 10,9 °C, avec  une amplitude thermique annuelle de 11,6 °C. Le cumul annuel moyen de précipitations est de 716 mm, avec 12,1 jours de précipitations en janvier et 8,1 jours en juillet. Pour la période 1991-2020, la température moyenne annuelle observée sur la station météorologique la plus proche, située sur la commune de Bernières-sur-Mer à 14 km à vol d'oiseau, est de 11,7 °C et le cumul annuel moyen de précipitations est de 695,0 mm,. Pour l'avenir, les paramètres climatiques de la commune estimés pour 2050 selon différents scénarios d'émission de gaz à effet de serre sont consultables sur un site dédié publié par Météo-France en novembre 2022.

## Urbanisme

### Typologie
Au 1er janvier 2024, Le Manoir est catégorisée commune rurale à habitat dispersé, selon la nouvelle grille communale de densité à 7 niveaux définie par l'Insee en 2022.
Elle est située hors unité urbaine. Par ailleurs la commune fait partie de l'aire d'attraction de Caen, dont elle est une commune de la couronne,. Cette aire, qui regroupe 296 communes, est catégorisée dans les aires de 200 000 à moins de 700 000 habitants,.

### Occupation des sols
L'occupation des sols de la commune, telle qu'elle ressort de la base de données européenne d'occupation biophysique des sols Corine Land Cover (CLC), est marquée par l'importance des territoires agricoles (95,5 % en 2018), en diminution par rapport à 1990 (100 %). La répartition détaillée en 2018 est la suivante : 
terres arables (87,4 %), prairies (8,1 %), zones urbanisées (4,5 %). L'évolution de l'occupation des sols de la commune et de ses infrastructures peut être observée sur les différentes représentations cartographiques du territoire : la carte de Cassini (XVIIIe siècle), la carte d'état-major (1820-1866) et les cartes ou photos aériennes de l'IGN pour la période actuelle (1950 à aujourd'hui).

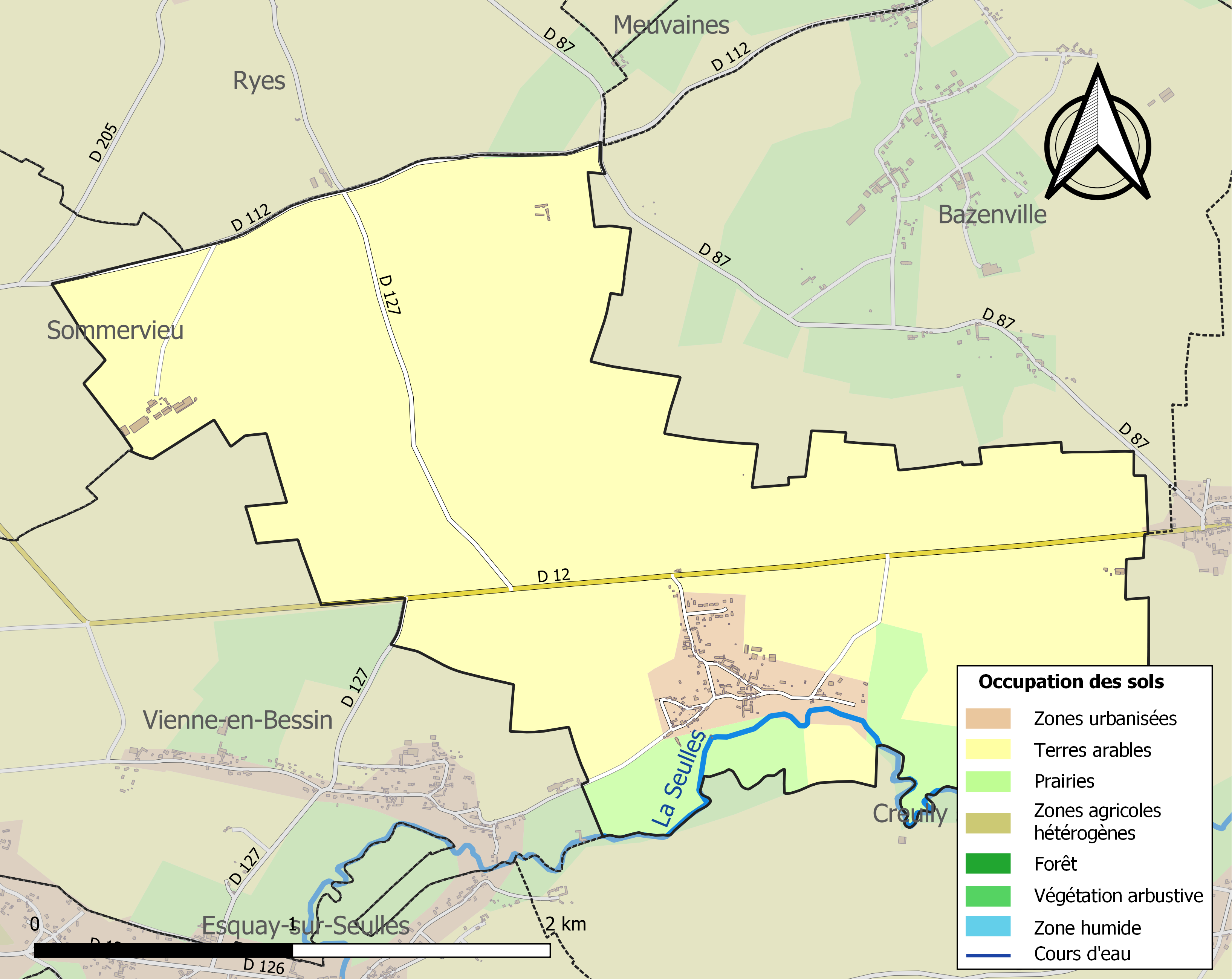
Carte des infrastructures et de l'occupation des sols de la commune en 2018 (CLC).

## Toponymie
Le nom de la localité est attesté sous les formes Manere en 1025, Menerium en 1215, Parrochia Manerii en 1338.
L'ancien français s'est emparé de l'infinitif latin manere, « demeurer » d'où provient manoir, pour en faire un nom commun, qui évoque une simple maison.
Le gentilé est Manérien.

## Histoire
Le territoire de la commune est habité dès l'époque romaine, en témoigne la borne milliaire découverte en 1819 près de la voie Bayeux-Bénouville. Des vestiges de construction ont également été trouvés sur une pièce de terre dite la Grande Mionne, à côté du château de Beaupigny, lors de fouilles pratiquées par Arcisse de Caumont en 1829.[réf. nécessaire]
Le village actuel est établi sur le chemin longeant la Seulles qui double au Haut Moyen Âge la voie romaine de Lyon à Saintes. Il est mentionné pour la première fois en 1025 sous Richard II, duc de Normandie, lorsque celui-ci donne l'église Saint-Pierre du Manoir (XIe – XIIe siècles) à l'abbaye de Jumièges.

## Politique et administration
| Période                                  | Période   | Identité         | Étiquette | Qualité     |
| ---------------------------------------- | --------- | ---------------- | --------- | ----------- |
| avant 1995                               | 1995      | Bernard Gibert   | DVD       |             |
| 1995                                     | mars 2001 | Jacques Ouvrier  |           |             |
| mars 2001                                | En cours  | Yves Le Guillois | SE        | Agriculteur |
| Les données manquantes sont à compléter. |           |                  |           |             |

## Démographie
L'évolution du nombre d'habitants est connue à travers les recensements de la population effectués dans la commune depuis 1793. Pour les communes de moins de 10 000 habitants, une enquête de recensement portant sur toute la population est réalisée tous les cinq ans, les populations de référence des années intermédiaires étant quant à elles estimées par interpolation ou extrapolation. Pour la commune, le premier recensement exhaustif entrant dans le cadre du nouveau dispositif a été réalisé en 2006.
En 2022, la commune comptait 200 habitants, en évolution de −7,83 % par rapport à 2016 (Calvados : +1,58 %, France hors Mayotte : +2,11 %).
| 1793 | 1800 | 1806 | 1821 | 1831 | 1836 | 1841 | 1846 | 1851 |
| ---- | ---- | ---- | ---- | ---- | ---- | ---- | ---- | ---- |
| 292  | 195  | 303  | 312  | 249  | 253  | 264  | 283  | 289  |

| 1856 | 1861 | 1866 | 1872 | 1876 | 1881 | 1886 | 1891 | 1896 |
| ---- | ---- | ---- | ---- | ---- | ---- | ---- | ---- | ---- |
| 264  | 245  | 221  | 218  | 205  | 188  | 178  | 174  | 168  |

| 1901 | 1906 | 1911 | 1921 | 1926 | 1931 | 1936 | 1946 | 1954 |
| ---- | ---- | ---- | ---- | ---- | ---- | ---- | ---- | ---- |
| 160  | 165  | 129  | 126  | 122  | 121  | 114  | 145  | 132  |

| 1962 | 1968 | 1975 | 1982 | 1990 | 1999 | 2006 | 2011 | 2016 |
| ---- | ---- | ---- | ---- | ---- | ---- | ---- | ---- | ---- |
| 137  | 145  | 147  | 114  | 107  | 109  | 198  | 196  | 217  |

| 2021 | 2022 | - | - | - | - | - | - | - |
| ---- | ---- | - | - | - | - | - | - | - |
| 206  | 200  | - | - | - | - | - | - | - |

## Culture locale et patrimoine

### Lieux et monuments
- Château de Beaupigny.
- Borne milliaire du Manoir.
- Église paroissiale Saint-Pierre et son clocher inscrit aux monuments historiques[27], vitraux refaits par Joseph Archepel en 1961 (Inventaire général réf : IM14001285 de 1990).
- Le pont du Bigard enjambant la Seulles édifié en 1818[28].
- Le pont dit de l'Abbé-Philippe édifié en 1818[29].
- La masse du moulin à vent de Pierre Solin.

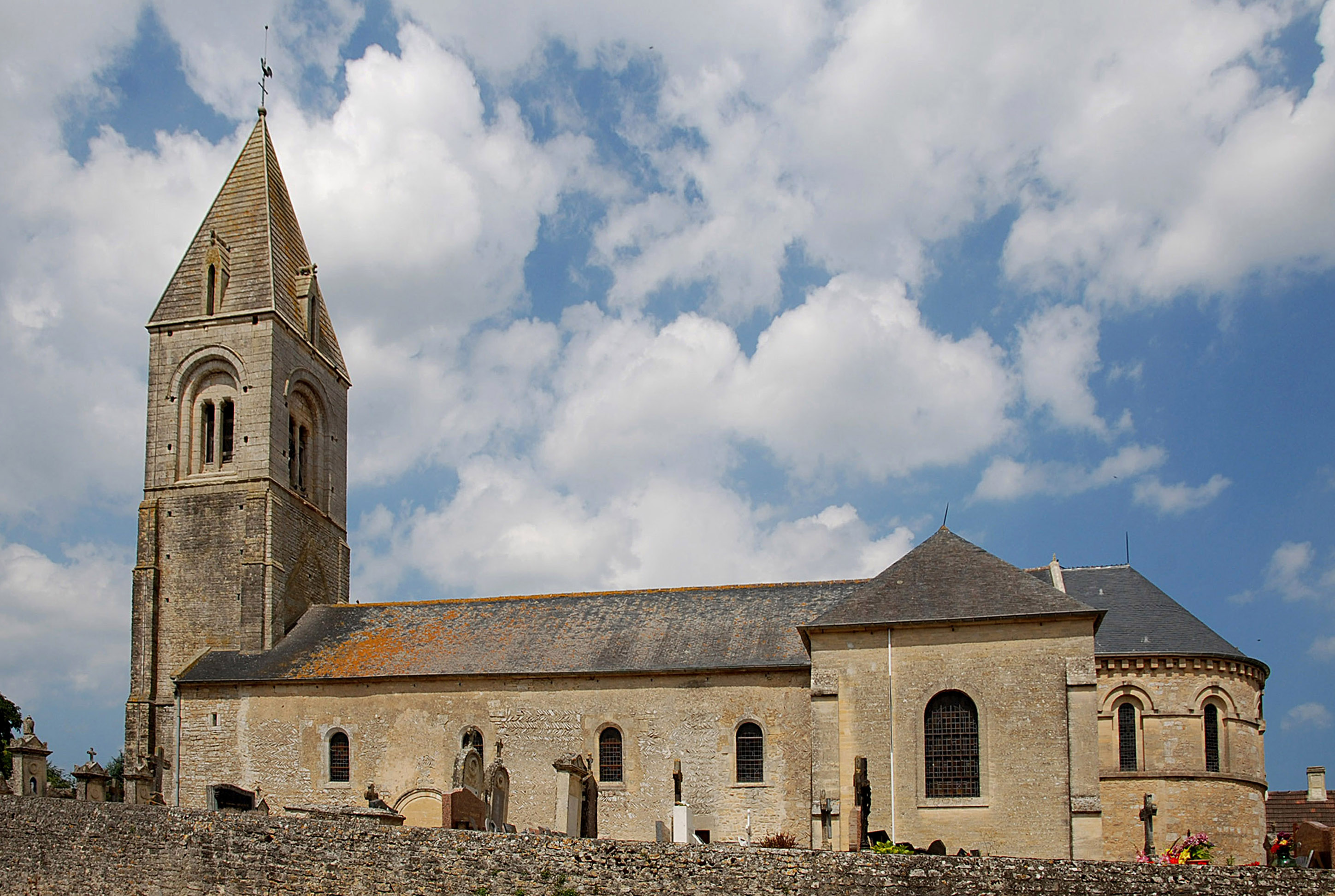
L'église Saint-Pierre.
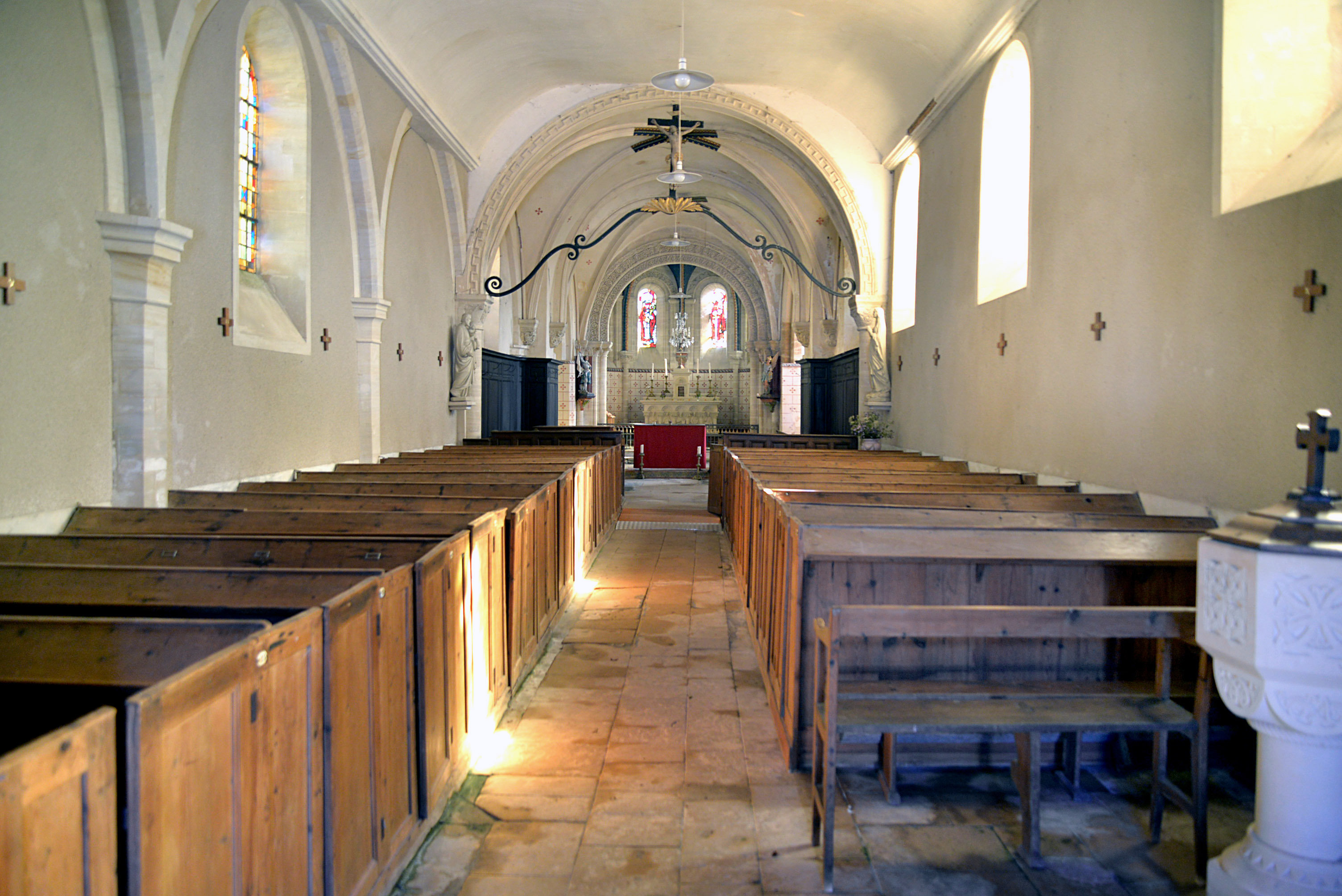
La nef de l'église.
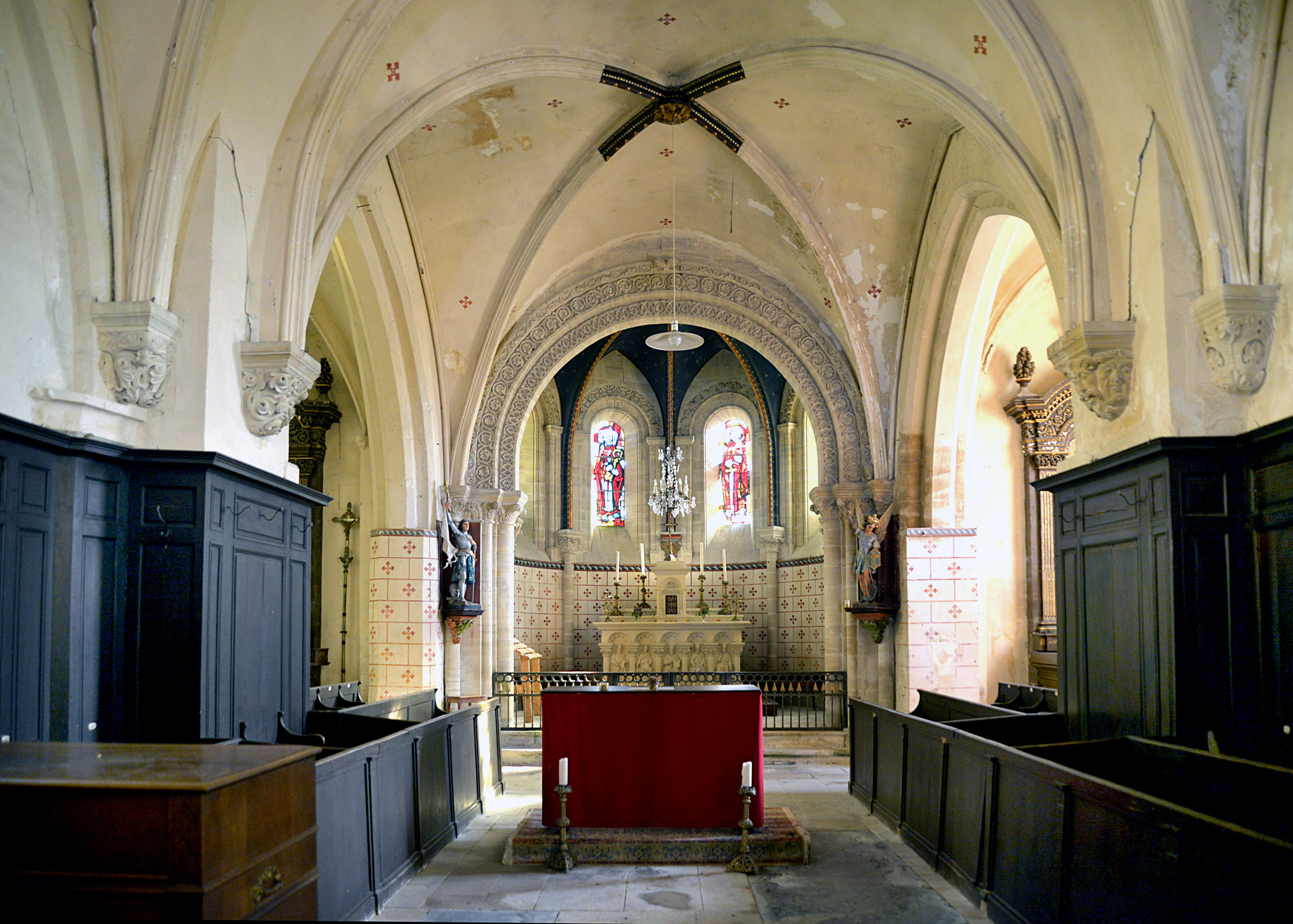
La croisée de transept et le chœur de l'église.
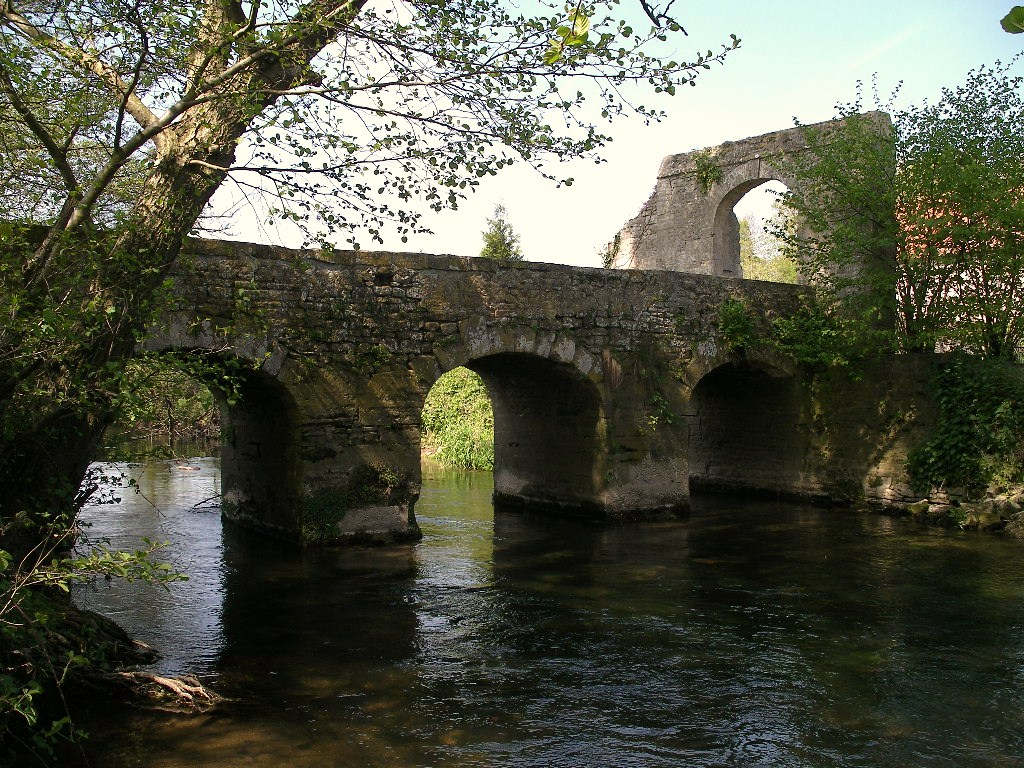
Le pont du Bigard.
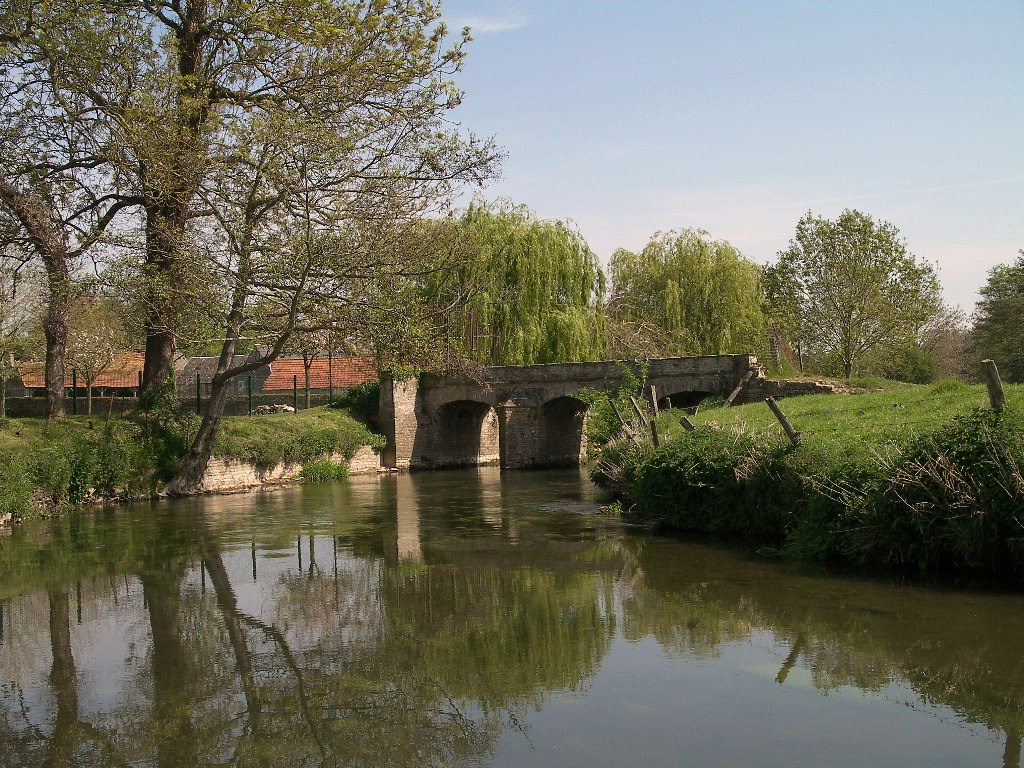
Le pont de l'Abbé-Philippe.
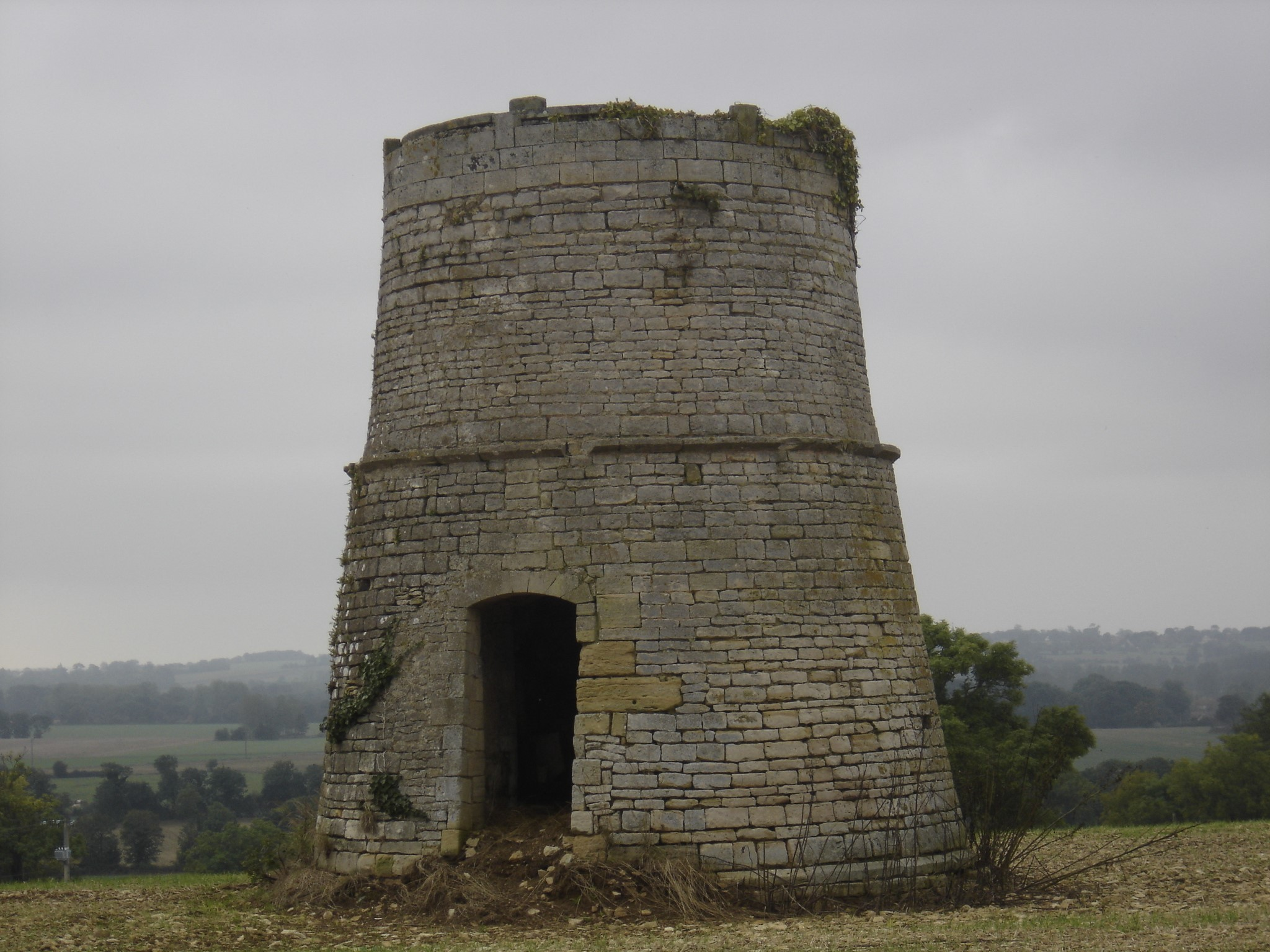
Masse du moulin de Pierre Solin.

### Héraldique
| Armes Le Manoir | Les armes de la commune se blasonnent ainsi : De gueules à la colonne milliaire d'argent sur un mont de sable, accostée de deux léopards affrontés d'or. Les deux léopards d'or sur champ de gueules rappellent les armes de la Normandie. |